# Melhania angustifolia
Melhania angustifolia är en malvaväxtart som beskrevs av Karl Moritz Schumann. Melhania angustifolia ingår i släktet Melhania och familjen malvaväxter. Inga underarter finns listade i Catalogue of Life.